# 粉浜
粉浜（こはま）は、大阪市住之江区北東部および住吉区北西部にまたがる地区である。
本項では同地域にかつて所在した西成郡粉浜村（こはまむら）についても述べる。

## 概要
現在の町名では住之江区粉浜、住之江区粉浜西、住吉区東粉浜に当たる。ほぼ全地域が戦前（空襲で焼けず整備なし）からの複雑で狭い迷路のような細い道が入り組んだ住宅地となっている。さらに一方通行、粉浜商店街の周りの車規制（正月期間中は住吉大社の関係で粉浜地区の大半全面通行規制がかかる）などで車が入りにくい街。2005年の国勢調査によると、人口は18964人（住吉区4681人、住之江区14283人）。高齢化による結果として、相続土地国庫帰属制度で国有地になる土地が増えている。また、最寄の粉浜駅は無人化されて久しく、空家化と住之江区側は住之江警察署・住之江消防署・区役所など行政施設から最遠方地区で治安悪化が懸念されている。
住吉区側の東側および北東側は帝塚山（住吉区・阿倍野区）となり、また北側は玉出（西成区）となる。住之江区側は東は住吉区、北は西成区であり、粉浜という名の町が住吉区と住之江区に分断されている（住之江区設立時；その時に粉浜以外に分断された町はない）。
地域を国道26号・紀州街道が南北に縦断している。地域の西端には阪神高速15号堺線が南北に通り、また地域の北端を東西方向に南港通が通っている。
鉄道の便としては、南海本線が南北に通り、地域内に無人の粉浜駅が設置されている。また厳密には地域外になるが、地域の南部からは住吉大社駅も徒歩圏内となっている。
阪堺電気軌道阪堺線は紀州街道の併用軌道上を通り、地域の北端に塚西停留場、地域の中ほどに東粉浜停留場、（以上、１時間に2～3車のペースの運行）地域の南端に住吉停留場の3電停がある。ただし塚西駅は隣町の玉出（西成区）との境界に、住吉駅は隣町の住吉（住吉区）との境界に位置している。
また地域の北端をOsaka Metro四つ橋線が通る。地域の北部では玉出駅が利用可能となっている。玉出駅の施設は大半が西成区側にあるが、駅の住所は住之江区粉浜西一丁目となっている。

## 歴史
かつては海に面していた。元は木浜という字であり、住吉大社の式年遷宮の時の木材を置く浜だったことに由来する。
また、『馬の歩み抑へ留めよ住吉の、岸の埴生（はにふ）ににほひて行かむ』 （阿倍豊継?）と詠まれた様に住吉（古代は『すみのえ』と読まれた）付近は染色に使用する黄土で有名で、その粉土が取れたからという異説もある。
万葉集（第六巻）では『住吉の粉浜のしじみ開けもみず隠りてのみや恋ひわたりなむ』という作者不詳の歌が採録されていて、粉浜の地名も登場する。
尚、日本書紀の第10代崇神天皇紀62年にて依網池、苅坂池、反折池を造った時に天皇が居たと記述される桑間宮（くわまのみや）は粉浜にあったのではないかとの説もある。
中世までは粉浜村として1つの村だったが、1453年の火災による移住で今在家村・中在家村と呼ばれる2つの村に分かれた。当初は住吉郡に属していたとされるが、西成郡へと所属替えになっている。江戸時代には今在家・中在家の両村とも、大坂三郷への米や蔬菜を供給する農村地帯となっていた。
また中世以降紀州街道が開けたことに伴い、街道筋が発展した。木津村から勝間村を経て粉浜に至る勝間街道も地域を通り、紀州街道のバイパス的な役割を担った。
中在家村・今在家村は2村に分かれていたものの境界が錯綜するなどしていたため、明治時代に入った1886年に合併し、西成郡粉浜村となった。粉浜の村名は地域の古称から取っている。1889年の町村制でもそのまま粉浜村となった。
1925年に粉浜村は大阪市に編入され、西成区に属した。粉浜村は編入の際、住吉との結びつきが強いとして、当時の住吉警察署管内に属する町村とともに1行政区を設置してほしいという希望を出したが、実現せずに西成区に編入された。
大阪市への当初は全域が西成区粉浜町の町名だった。その後市街地の発展に伴い、1927年には粉浜東之町・粉浜中之町・粉浜西之町・粉浜本町の4町に分かれた。
1943年には大阪市の区の境界が見直されることになり、西成区のうち都市計画道路（現：南港通）予定地より南側が住吉区に編入されることになった。そのため、粉浜村に属していた地域のほとんどは西成区から住吉区へと所属が変更された。西成区に残った地域も一部あるが、西成区側はのちに玉出の住所表示に統一されている。
1974年7月22日に住吉区と住之江区が分区した。地域内を走る南海本線の線路を境に分区している。住之江区側では分区と同時に住居表示が実施され、粉浜・粉浜西の町名が新たに設定された。また住吉区側でも、従来の粉浜東之町を中心として東粉浜の町名が設定された。

### 年表
- 少なくとも4世紀までには桑間宮は粉浜にあった可能性が高い。（北風家家伝等参照）
- 12世紀 - 粉浜の集落が形成される。
- 1453年（享徳2年） - 大火により、中在家村・今在家村に分かれる。
- 1874年（明治7年） - 中在家村・今在家村にそれぞれ小学校ができる。
- 1877年（明治10年） - 中在家・今在家の小学校が合併し、長尾小学校（現：大阪市立粉浜小学校）となる。
- 1885年（明治18年）12月 - 阪堺鉄道（現南海本線）開通。現住吉警察署付近に住吉駅（住吉大社駅の前身）設置。
- 1886年（明治19年）3月 - 中在家村・今在家村が合併。粉浜村となる。
- 1889年（明治22年）4月1日 - 町村制の施行により、西成郡粉浜村が発足。
- 1911年（明治44年）12月 - 阪堺電気軌道（現：阪堺線）が開通。
- 1917年（大正6年）4月21日 - 南海鉄道粉浜駅が開業。
- 1925年（大正14年）4月1日 - 粉浜村が大阪市に編入。西成区の一部となり、西成区粉浜町となる。
- 1927年（昭和2年） - 粉浜東之町・粉浜中之町・粉浜西之町・粉浜本町の4町に町名を細分化。
- 1930年（昭和5年）4月1日 - 粉浜第二小学校（現：大阪市立東粉浜小学校）が開校。
- 1931年（昭和6年）3月30日 - 住吉警察署が現在地に移転。
- 1943年（昭和18年）4月1日
  - 西成区から住吉区へ編入。
  - 高等科単独の国民学校、大阪市西粉浜国民学校を設置（東粉浜・千本の両国民学校の高等科を統合）。
- 1947年（昭和22年）
  - 4月 - 学制改革により西粉浜国民学校を廃校。跡地を転用し大阪市立住吉第一中学校を設置。
  - 8月 - 粉浜本町三丁目に住吉区役所出張所を設置。
- 1948年（昭和23年）4月 - 住吉第五中学校（現：大阪市立住吉中学校）設置により、東粉浜小学校区を住吉第五中学校校区に変更。
- 1950年（昭和25年）8月 - 住吉区役所出張所、浜口西二丁目に移転。
- 1958年（昭和33年）5月31日 - 大阪市営地下鉄3号線（現：四つ橋線）玉出駅が開業。
- 1965年（昭和40年）4月 - 大阪市立北粉浜小学校が開校。
- 1970年（昭和45年）3月 - 阪神高速15号堺線が開通。
- 1974年（昭和49年）7月22日 - 住吉区・住之江区が分区。南海本線以東が住吉区、以西が住之江区となる。
  - 住吉区粉浜中之町1 - 4丁目・粉浜本町1 - 4丁目・粉浜東之町1 - 5丁目の各一部より、住之江区粉浜1 - 3丁目成立。
  - 住吉区粉浜西之町1 - 3丁目と粉浜本町1 - 4丁目の一部より、住之江区粉浜西1 - 3丁目成立。
- 1980年（昭和55年）6月15日 - 南海本線の高架化完成。
- 1981年（昭和56年） - 住吉区粉浜中之町4丁目と粉浜東之町1 - 5丁目・帝塚山西1 - 5丁目・長峡町・住吉町の各一部より、住吉区東粉浜1 - 3丁目成立。

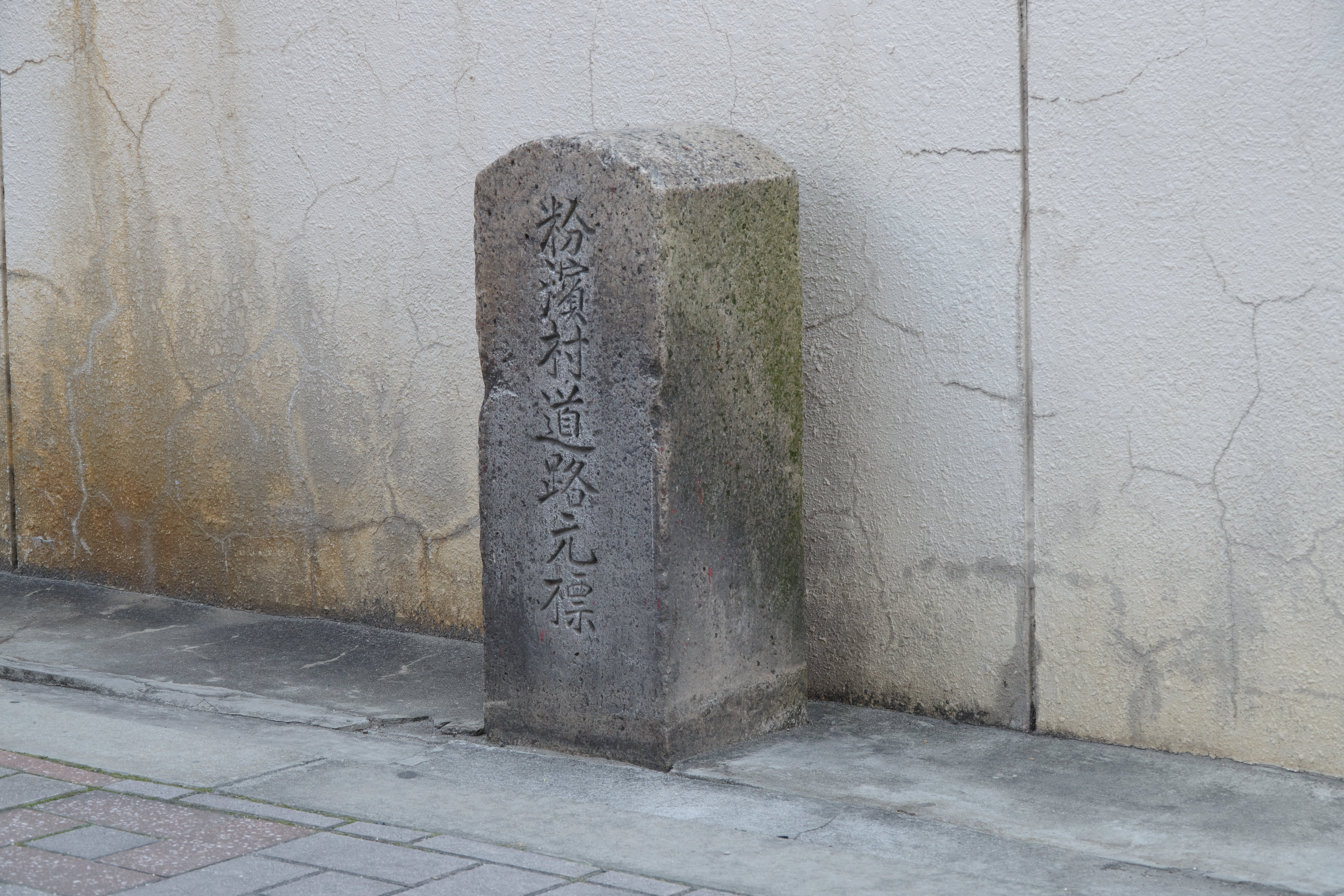
大阪市立粉浜小学校付近にある 粉濱村道路元標

## 住吉区東粉浜
現行行政地名は東粉浜一丁目から東粉浜三丁目。

### 世帯数と人口
2024年（令和6年）9月30日現在（大阪市発表）の世帯数と人口は以下の通りである。
| 丁目         | 世帯数    | 人口    |
| ------------ | --------- | ------- |
| 東粉浜一丁目 | 539世帯   | 1,107人 |
| 東粉浜二丁目 | 670世帯   | 1,254人 |
| 東粉浜三丁目 | 1,268世帯 | 2,126人 |
| 計           | 2,477世帯 | 4,487人 |

人口の変遷
国勢調査による人口の推移。
| 1995年（平成7年）  | 4,908人 | [ 6 ]  |  |
| 2000年（平成12年） | 4,723人 | [ 7 ]  |  |
| 2005年（平成17年） | 4,682人 | [ 8 ]  |  |
| 2010年（平成22年） | 4,341人 | [ 9 ]  |  |
| 2015年（平成27年） | 4,062人 | [ 10 ] |  |
| 2020年（令和2年）  | 4,246人 | [ 11 ] |  |

世帯数の変遷
国勢調査による世帯数の推移。
| 1995年（平成7年）  | 2,047世帯 | [ 6 ]  |  |
| 2000年（平成12年） | 2,123世帯 | [ 7 ]  |  |
| 2005年（平成17年） | 2,117世帯 | [ 8 ]  |  |
| 2010年（平成22年） | 2,050世帯 | [ 9 ]  |  |
| 2015年（平成27年） | 1,952世帯 | [ 10 ] |  |
| 2020年（令和2年）  | 2,193世帯 | [ 11 ] |  |

### 学区
市立小・中学校に通う場合、学区は以下の通りとなる。なお、小学校・中学校入学時に学校選択制度を導入しており、通学区域以外に住吉区の小学校・中学校から選択することも可能。
| 丁目         | 番   | 小学校               | 中学校             |
| ------------ | ---- | -------------------- | ------------------ |
| 東粉浜一丁目 | 全域 | 大阪市立東粉浜小学校 | 大阪市立住吉中学校 |
| 東粉浜二丁目 | 全域 | 大阪市立東粉浜小学校 | 大阪市立住吉中学校 |
| 東粉浜三丁目 | 全域 | 大阪市立東粉浜小学校 | 大阪市立住吉中学校 |

### 事業所
2021年（令和3年）現在の経済センサス調査による事業所数と従業員数は以下の通りである。
| 丁目         | 事業所数  | 従業員数 |
| ------------ | --------- | -------- |
| 東粉浜一丁目 | 35事業所  | 103人    |
| 東粉浜二丁目 | 49事業所  | 312人    |
| 東粉浜三丁目 | 97事業所  | 926人    |
| 計           | 181事業所 | 1,341人  |

## 住之江区粉浜
現行行政地名は粉浜一丁目から粉浜三丁目。

### 世帯数と人口
2024年（令和6年）9月30日現在（大阪市発表）の世帯数と人口は以下の通りである。
| 丁目       | 世帯数    | 人口    |
| ---------- | --------- | ------- |
| 粉浜一丁目 | 1,440世帯 | 2,726人 |
| 粉浜二丁目 | 926世帯   | 1,475人 |
| 粉浜三丁目 | 1,010世帯 | 1,915人 |
| 計         | 3,376世帯 | 6,116人 |

人口の変遷
国勢調査による人口の推移。
| 1995年（平成7年）  | 6,762人 | [ 6 ]  |  |
| 2000年（平成12年） | 6,782人 | [ 7 ]  |  |
| 2005年（平成17年） | 6,393人 | [ 8 ]  |  |
| 2010年（平成22年） | 6,320人 | [ 9 ]  |  |
| 2015年（平成27年） | 6,053人 | [ 10 ] |  |
| 2020年（令和2年）  | 5,784人 | [ 11 ] |  |

世帯数の変遷
国勢調査による世帯数の推移。
| 1995年（平成7年）  | 2,860世帯 | [ 6 ]  |  |
| 2000年（平成12年） | 2,914世帯 | [ 7 ]  |  |
| 2005年（平成17年） | 2,849世帯 | [ 8 ]  |  |
| 2010年（平成22年） | 2,927世帯 | [ 9 ]  |  |
| 2015年（平成27年） | 2,848世帯 | [ 10 ] |  |
| 2020年（令和2年）  | 2,807世帯 | [ 11 ] |  |

### 学区
市立小・中学校に通う場合、学区は以下の通りとなる。なお、小学校・中学校入学時に学校選択制度を導入しており、通学区域以外に住之江区にある小学校（自宅から概ね2km以内、学校の中心から距離で1.5 km以内）・中学校から選択することも可能。
| 丁目       | 番   | 小学校               | 中学校                 |
| ---------- | ---- | -------------------- | ---------------------- |
| 粉浜一丁目 | 全域 | 大阪市立北粉浜小学校 | 大阪市立住吉第一中学校 |
| 粉浜二丁目 | 全域 | 大阪市立粉浜小学校   | 大阪市立住吉第一中学校 |
| 粉浜三丁目 | 全域 | 大阪市立粉浜小学校   | 大阪市立住吉第一中学校 |

### 事業所
2021年（令和3年）現在の経済センサス調査による事業所数と従業員数は以下の通りである。
| 丁目       | 事業所数  | 従業員数 |
| ---------- | --------- | -------- |
| 粉浜一丁目 | 94事業所  | 632人    |
| 粉浜二丁目 | 113事業所 | 615人    |
| 粉浜三丁目 | 131事業所 | 490人    |
| 計         | 338事業所 | 1,737人  |

## 住之江区粉浜西
現行行政地名は粉浜西一丁目から粉浜西三丁目。

### 世帯数と人口
2024年（令和6年）9月30日現在（大阪市発表）の世帯数と人口は以下の通りである。
| 丁目         | 世帯数    | 人口    |
| ------------ | --------- | ------- |
| 粉浜西一丁目 | 1,014世帯 | 1,790人 |
| 粉浜西二丁目 | 820世帯   | 1,667人 |
| 粉浜西三丁目 | 1,765世帯 | 2,699人 |
| 計           | 3,599世帯 | 6,156人 |

人口の変遷
国勢調査による人口の推移。
| 1995年（平成7年）  | 7,186人 | [ 6 ]  |  |
| 2000年（平成12年） | 7,500人 | [ 7 ]  |  |
| 2005年（平成17年） | 6,978人 | [ 8 ]  |  |
| 2010年（平成22年） | 6,505人 | [ 9 ]  |  |
| 2015年（平成27年） | 6,451人 | [ 10 ] |  |
| 2020年（令和2年）  | 6,262人 | [ 11 ] |  |

世帯数の変遷
国勢調査による世帯数の推移。
| 1995年（平成7年）  | 2,984世帯 | [ 6 ]  |  |
| 2000年（平成12年） | 3,235世帯 | [ 7 ]  |  |
| 2005年（平成17年） | 3,224世帯 | [ 8 ]  |  |
| 2010年（平成22年） | 3,124世帯 | [ 9 ]  |  |
| 2015年（平成27年） | 3,195世帯 | [ 10 ] |  |
| 2020年（令和2年）  | 3,284世帯 | [ 11 ] |  |

### 学区
市立小・中学校に通う場合、学区は以下の通りとなる。なお、小学校・中学校入学時に学校選択制度を導入しており、通学区域以外に住之江区にある小学校（自宅から概ね2km以内、学校の中心から距離で1.5 km以内）・中学校から選択することも可能。
| 丁目         | 番                                                     | 小学校               | 中学校                 |
| ------------ | ------------------------------------------------------ | -------------------- | ---------------------- |
| 粉浜西一丁目 | 全域                                                   | 大阪市立北粉浜小学校 | 大阪市立住吉第一中学校 |
| 粉浜西二丁目 | 1〜2番 3番1号・2号（一部） 3番44号（一部） 3番45〜52号 | 大阪市立北粉浜小学校 | 大阪市立住吉第一中学校 |
| 粉浜西二丁目 | 3番2号（一部） 3番3〜43号 3番44号（一部） 4〜19番      | 大阪市立粉浜小学校   | 大阪市立住吉第一中学校 |
| 粉浜西三丁目 | 全域                                                   | 大阪市立粉浜小学校   | 大阪市立住吉第一中学校 |

### 事業所
2021年（令和3年）現在の経済センサス調査による事業所数と従業員数は以下の通りである。
| 丁目         | 事業所数  | 従業員数 |
| ------------ | --------- | -------- |
| 粉浜西一丁目 | 58事業所  | 889人    |
| 粉浜西二丁目 | 43事業所  | 293人    |
| 粉浜西三丁目 | 26事業所  | 223人    |
| 計           | 127事業所 | 1,405人  |

### 住吉団地
住吉団地（すみよしだんち）は、住之江区粉浜西3丁目に存在する都市再生機構が運営する住宅団地である。
1968年（昭和43年）より入居が開始され、すべての棟が地上11階建てで、賃貸棟が7棟、分譲棟の「住吉第2団地」が4棟の合計11棟で構成されている。

## 交通

### 鉄道
- Osaka MetroOsaka Metro四つ橋線：玉出駅
- 南海電気鉄道南海本線：粉浜駅
- 阪堺電気軌道阪堺線：塚西停留場 - 東粉浜停留場 - 住吉停留場

### バス
2020年4月現在
- 大阪シティバス[20]
  - 3・25号系統：南粉浜 - 粉浜 - 地下鉄玉出 - 東粉浜一丁目
  - 15号系統：南粉浜 - 粉浜 - 地下鉄玉出 - 回生橋
  - 48号系統：回生橋

### 道路
- 国道26号
- 大阪府道5号大阪港八尾線（南港通）
- 阪神高速15号堺線

## 主要施設
学校は、住之江区側には大阪市立住吉第一中学校、大阪市立粉浜小学校、大阪市立北粉浜小学校の3校が、また住吉区側には大阪市立東粉浜小学校が設置されている。粉浜・北粉浜の2小学校校区が住吉第一中学校の校区となり、東粉浜小学校校区在住者の進学先中学校は隣接する帝塚山にある大阪市立住吉中学校となる。
警察署については、東粉浜に住吉警察署が設置されている。同署は1931年に現在地に移転している。また住之江区側は住之江警察署の管轄となる。
郵便局は、東粉浜に住吉東粉浜郵便局、粉浜西に住之江粉浜西郵便局が設置されている。また大阪市水道局西部水道センターサテライト（旧粉浜営業所）が国道26号沿いにあり、一帯の水道業務を担っている。
その他の施設としては、粉浜商店街、公団住吉団地がある。

## 関連人物
- 河合奈保子 - 歌手、粉浜西の住吉団地出身。
- 水木しげる - 漫画家、粉浜（当時の粉浜村）で出生。生後すぐに、現在の鳥取県境港市に引っ越す（公式には境港が出身地となる）。粉浜駅前に「生誕の地」の記念碑が建てられている[21][22]。
- 三林京子 - 大阪芸術大学短期大学部専任教授、女優。実父は文楽の人形遣いで人間国宝の二世桐竹勘十郎。
- 笑福亭松鶴 (6代目) - 落語家。粉浜に長年在住していた。
- 筒井康隆 - 日本の小説家、劇作家、俳優。粉浜の母方の実家で誕生。

## その他

### 日本郵便
- 集配担当する郵便局と郵便番号は以下の通りである[23]

| 区       | 町丁   | 郵便番号 | 郵便局       |
| -------- | ------ | -------- | ------------ |
| 住吉区   | 東粉浜 | 558-0051 | 住吉郵便局   |
| 住之江区 | 粉浜   | 559-0001 | 住之江郵便局 |
| 住之江区 | 粉浜西 | 559-0007 | 住之江郵便局 |